# Oberwette
Oberwette ist ein Ortsteil der Gemeinde Marienheide im Oberbergischen Kreis in Nordrhein-Westfalen.

## Lage und Beschreibung
Oberwette liegt im Südwesten von Marienheide an der L97. Die Bebauung des Hauptortes reicht bis an den Ort heran. Nachbarorte sind Lehmkuhl, Niederwette und Däinghausen. Der Bach Wette, der westlich vom Ort bei Lehmkuhl entspringt, durchfließt den Ort und mündet südlich in den Mühlenbach. 

## Geschichte
In der Preußischen Uraufnahme aus dem Jahr 1840 ist der Ort unter der Bezeichnung „Obr. Wette“ auf topografischen Karten verzeichnet.
1832 war Oberwette ein Weiler an der Südost-Flanke des Hermannsberges (422 m) gelegen, umgeben von Acker- und Grünland. Das historische Gartenland befand sich im Osten und Süden der Ortslage. Der historische Kern des Orts umsäumte den Bach Wette. Von der historischen Bausubstanz wurde zwei Gebäude unter Denkmalschutz gestellt: Das 2-geschossige Haus Leppestraße 72 auf hohem Bruchsteinsockel und Sichtfachwerk im Obergeschoss und das 2-geschossige Bruchsteingebäude Wettestraße 11. 1870 eröffnete Friedrich Erlinghagen einen Schmiedebetrieb in Oberwette. 1912 übernahm sein Sohn Carl den Betrieb und führte ihn bis 1965 weiter.
Zwischen 1897 und 1950 verlief die Trasse der Schmalspurbahn zwischen Engelskirchen und Marienheide (Leppetalbahn) durch Oberwette, einen Haltepunkt gab es hier jedoch nicht, sondern erst im benachbarten Niederwette.

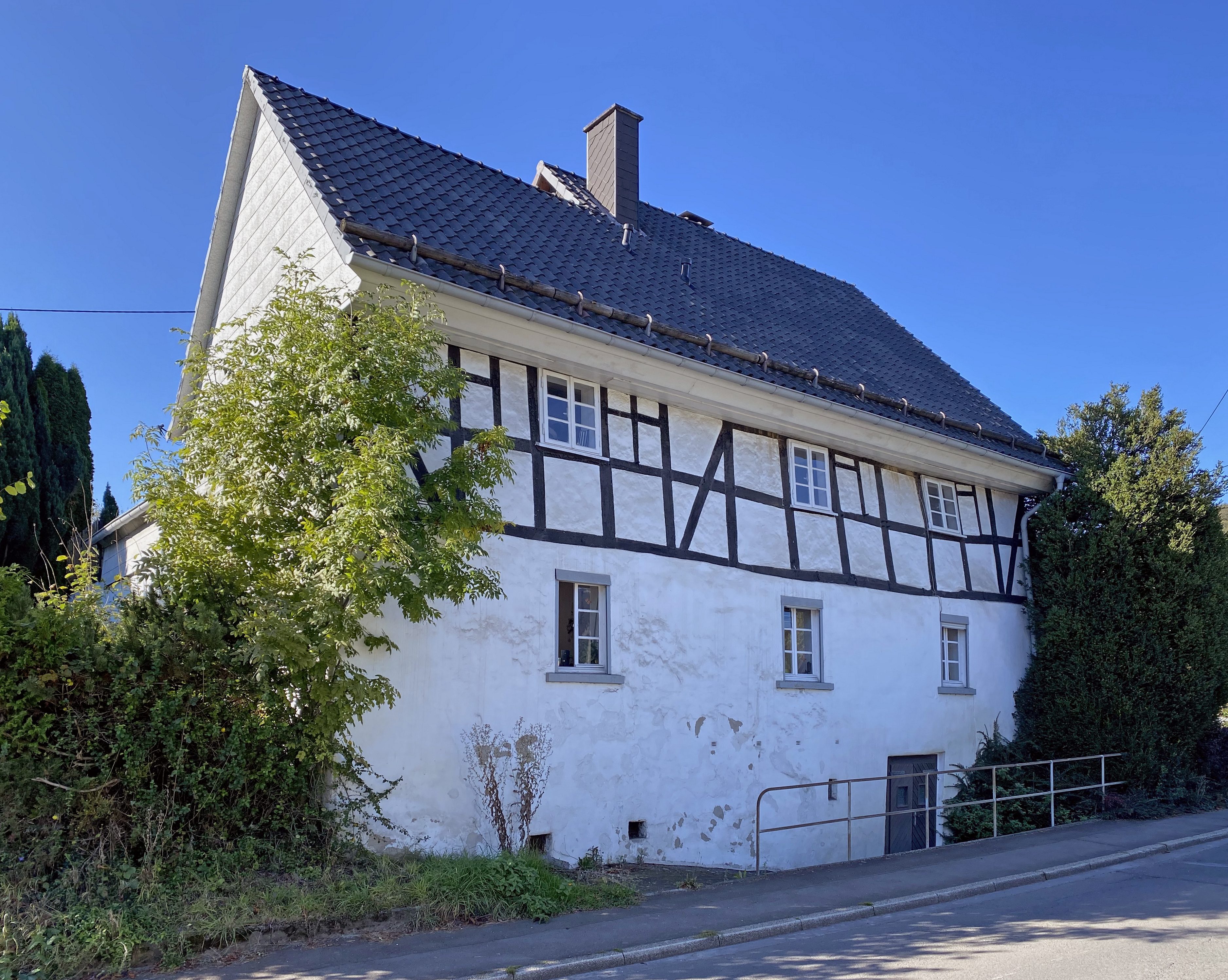
Baudenkmal Leppestraße 72
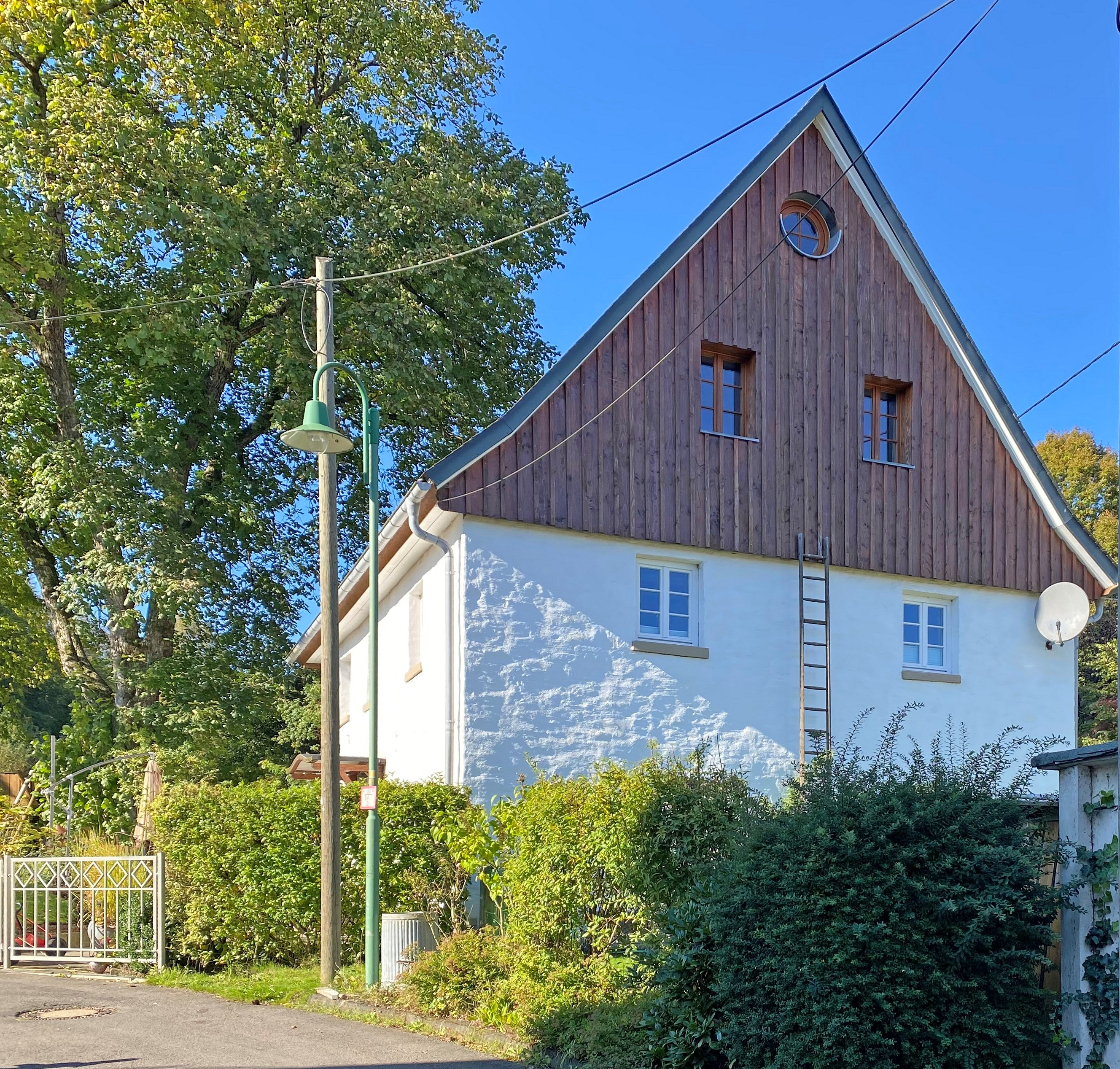
Baudenkmal Wettestraße 11
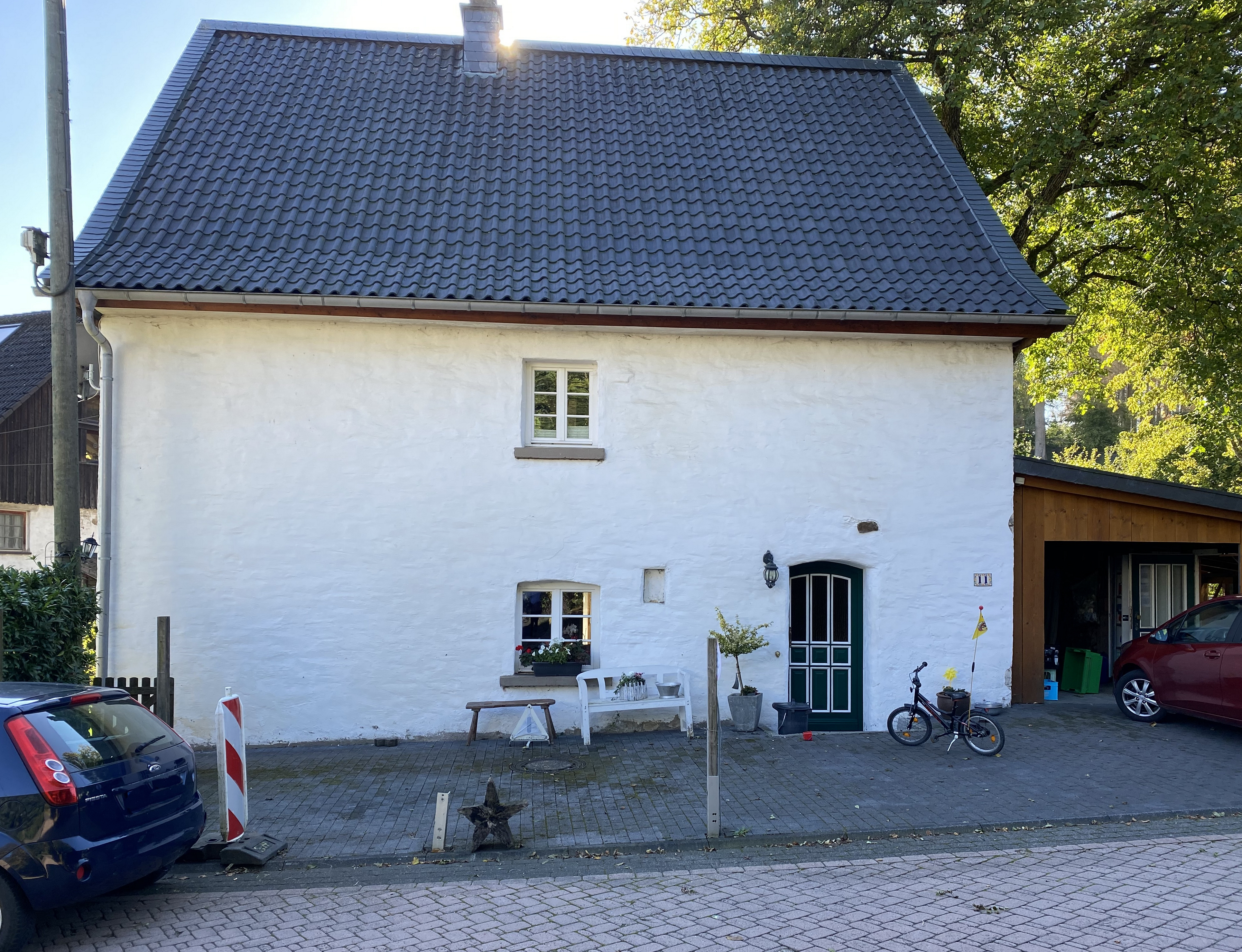
Baudenkmal Wettestraße 11
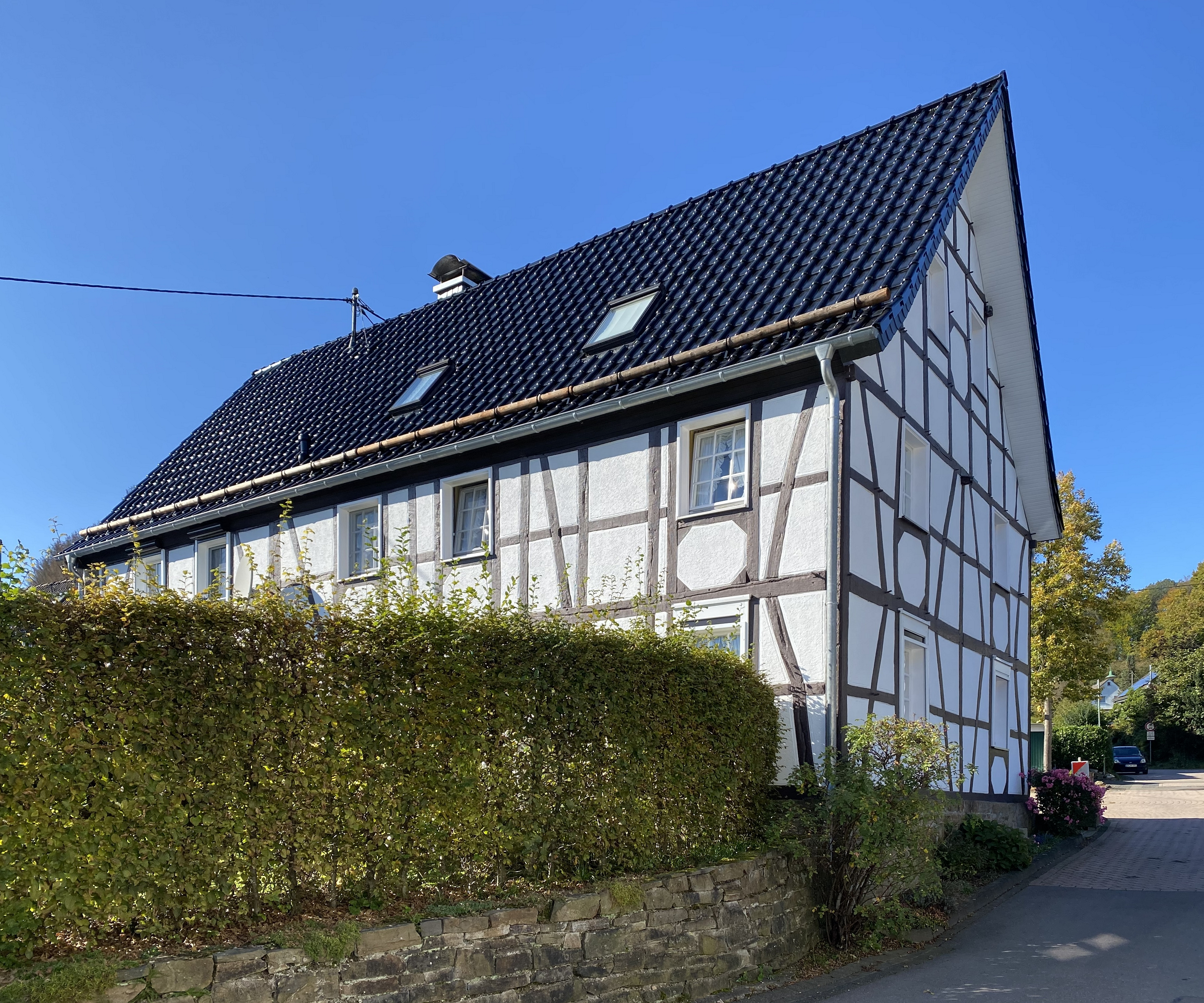
Wettestraße 7

## Busverbindungen
Über die im Ort befindliche Haltestelle der Linie 308 (VRS/OVAG) ist Oberwette an den öffentlichen Personennahverkehr angebunden.